# Badmintonmeisterschaft von Hongkong 1988
Die Badmintonmeisterschaft von Hongkong des Jahres 1988 wurde im Frühjahr 1988 ausgetragen. Chan Man Wa gewann in Abwesenheit von Seriensiegerin Amy Chan gewann alle drei möglichen Titel bei den Damen.

## Sieger und Finalisten
| Disziplin    | Gold                       | Silber               |
| ------------ | -------------------------- | -------------------- |
| Herreneinzel | Yeung Yik Kei              | Tse Bun              |
| Dameneinzel  | Chan Man Wa                | Cheng Kit            |
| Herrendoppel | Chan Siu Kwong Ng Pak Kum  | Tse Bun Tang Chi Man |
| Damendoppel  | Chan Man Wa Poon Wai Na    |                      |
| Mixed        | Chan Siu Kwong Chan Man Wa |                      |